# 映画楽園 〜シネパラ〜
『映画楽園 〜シネパラ〜』（えいがらくえん）とは、日本テレビで2006年3月28日まで、火曜日の深夜25:55より放送していた映画番組のタイトルである。2006年4月以降は放送日時が木曜日の深夜25:44(途中から26:25)からに変更となり、同年9月28日まで『映画天国 チネ★パラ』のタイトルで放送されていた。

## 番組基本構成
以下は番組の流れである。
1. オープニング
2. THE NEXT 金曜ロードショー
今週放送の金曜ロードショーの映画紹介と映画に関連する事柄などを掘り下げるコーナー番組。映画に関する事柄について、専門家や関わりのありそうな(?)人物に質問・インタビューを行なっていた。また、映画とは関係のない世の中にある極北ネタや古本などの紹介もしていた。
3. 映画オンエア
4. エンディング

編成の都合により放送開始時刻が繰り下がる場合があり、放送の時間帯によっては映画のオンエアのみとなって「THE NEXT 金曜ロードショー」が潰れる場合もある。また『映画天国 チネ★パラ』に移行後は、金曜ロードショーの映画を紹介するコーナー番組のタイトルも「NEXT金曜ロード笑」に変更された。

## THE NEXT 金曜ロードショー

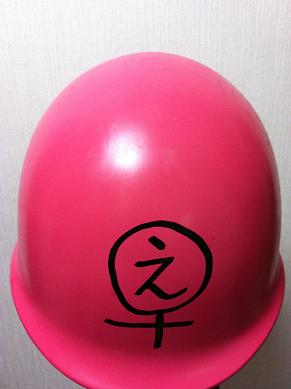
後松一枝が番組中に被るピンクヘルメット （番組プレゼント用）

タイトル絵などは天谷すみれによるものである。

### 番組出演者
当初は「日本正しい映画の見方を教える市民の会・代表」を自称する後松一枝と、小倉淳（当時は日本テレビアナウンサー）、アシスタントの山田千晴の3人でコーナー番組を進行していた。後に山田千晴は番組に出演せず同番組のナレーター専門となり、小倉淳も転属により番組卒業（番組内では「失踪中」）となる。以降は藤井恒久（当時は日本テレビアナウンサー）、「モンドなんでも博士」として主に古本紹介を行う松沢呉一が番組に加わっている。

### 日本正しい映画の見方を教える市民の会
後松一枝が代表を自称している会。略称は「日正映見会」。番組放送期間中には会員募集も行なっており、会員証、年賀状も発送していた。また、番組内では後松一枝のトレードマークでもある中ピ連を真似た「ピンク色のヘルメット」などのプレゼント企画も行なっていた。